# De grijpstuiver
De grijpstuiver is een stripverhaal uit de reeks van Puk en Poppedijn. Het is geschreven door Piet Wijn en gepubliceerd in De Spiegel van 12 februari 1966 tot en met 11 juni 1966. Het is het vijfde verhaal uit de reeks en bestaat uit 17 pagina's, genummerd van 1-5 tot 17-5.

## Het verhaal
Puk en Poppedijn spelen bij prinses Primula. Zij vinden al het speelgoed erg mooi, maar de prinses vindt er niet meer zo veel aan. Alles wat ze wil hebben koopt haar vader voor haar. Poppedijn vindt haar verwend en Primula is het met haar eens. Dan vindt Puk in de paleistuin een vreemde stuiver. Hij probeert hem te pakken, maar de stuiver springt steeds weg. Ze rennen erachteraan, ook al probeert de gouvernante hen nog tegen te houden. Halverwege het bos vallen ze doodmoe neer, maar ze worden door enkele hindermannetjes, een soort plaagelfjes, aan hun haren weer omhoog gehesen en voortgetrokken. Ze belanden uiteindelijk bij de toverheks Anneke Tanneke.
Deze vertelt hen dat het geen gewone stuiver is, maar een grijpstuiver. Die kun je allen pakken als je hem verdiend hebt, zoals met het afwassen van servies. Anneke Tanneke laat haar servies naar buiten lopen. Primula wil graag een lopend serviesgoed hebben, maar dat kost één grijpstuiver. Primula vindt zich echter veel te deftig om te werken en Puk heeft geen zin om een grote afwas te doen. Poppedijn vindt hen maar luilakken. Puk en Primula vertrekken, maar door toedoen van de hindermannetjes belanden ze in een tobbe in een rivier en worden meegevoerd op de stroom. De hindermannetjes willen hen helpen om flinke kinderen te worden.
Uren later stappen ze op een eiland in het midden van een meer van boord bij Slof en Slons, een echtpaar dat lui en slonzig is. Omdat ze Slons, de vrouw van Slof, beledigen moeten ze hun huisje schoonmaken. Poppedijn kijkt via de glazen bol van Anneke Tanneke wat ze aan het doen zijn. Per ongeluk wenst ze dat het huisje schoon is, terwijl ze het toverstafje van Anneke Tanneke in haar hand heeft. Het hele huisje wordt daarom leeg en schoon geblazen. Slof en Slons zijn onder de indruk en beloven hen een grijpstuiver, maar dan moeten ze wel eerst al het huisraad weer naar binnen sjouwen. Dat doen Puk en Primula en ze krijgen dan een grijpstuiver.
Omdat de wastobbe is weggedreven kunnen ze alleen naar het vasteland geraken met een roeiboot. Puk en Primula moeten zelf roeien, terwijl Slons lui achterover ligt. Als ze aan de overkant zijn kost de overtocht hen wel een grijpstuiver per persoon. Primula is echter veel te trots op haar eerste zelf verdiende stuiver en wil die niet afstaan. Ze rennen het bos in, maar Slons komt hen niet achterna. Dan worden ze overvallen door een bende rovers, maar twee stuivers vinden ze maar weinig. De stuivers glippen echter uit hun handen en ze moeten erachteraan rennen. Puk en Primula gaan weer achter hen aan. Even later vinden ze weer de stuivers, terwijl de rovers aan hun haren worden meegesleept door de hindermannetjes. Ze willen Puk en Primula tegenhouden, maar het geweer dat ze bij zich hebben is door de hinderelven geladen met bloemetjes en er schiet een bloemenregen uit boven de hoofden van Puk en Primula. De rovers geven het op. Puk en Primula keren terug naar Anneke Tanneke. Puk koopt een stuk serviesgoed, maar Primula wil haar eerste verdiende stuiver behouden.
Dan arriveren de koning en koningin met enkele soldaten. Hij stuurt zijn soldaten op het huis van Anneke Tanneke af om de prinses te bevrijden uit de handen van de toverheks. Anneke Tanneke denkt dat het rovers zijn die haar huisje naderen en tovert hen om in houten soldaten. Ook de koning en koningin zijn omgetoverd. Ze weet niet goed hoe ze hen terug moet toveren en kijkt in haar toverboek. Even later vliegt ze weg op haar bezem. Puk, Poppedijn en Primula nemen de koning en koningin op hun schouders mee. Onderweg komen ze een oud vrouwtje tegen die om een aalmoes vraagt. Primula wil haar stuiver eigenlijk houden, maar geeft hem uiteindelijk toch aan het oude vrouwtje. Wanneer ze dan weer de koningin aanraakt wordt deze weer levend getoverd. Primula tovert dan ook de koning en de soldaten weer om. In het toverboek staat dat alleen iemand die iets kostbaars bezit en dat weggeeft zonder er iets voor terug te vragen de toverkracht kan verbreken. In de koets keren ze weer terug naar huis.

## Uitgaven

### Achtergronden bij de uitgaven
- Het verhaal is gepubliceerd in De Spiegel van 12 februari 1966 tot en met 11 juni 1966. Elke week verscheen er een pagina.
- Het verhaal is nooit in een reguliere albumreeks uitgegeven. Pas in 1995 zijn alle verhalen verschenen in drie luxe banden.